# Abul Hasan Qutb Shah
Abul Hasan Qutb Shah, còn được gọi là Abul Hasan Tana Shah là người cai trị thứ tám và cuối cùng của triều đại Qutb Shahi ở  miền Nam Ấn Độ. Ông cai trị từ năm 1672 đến năm 1686. Năm 1687, Aurangzeb ra lệnh bắt ông. Cuối cùng, ông bị giam tại Pháo đài Daulatabad và chết ở trong tù vào năm 1699.